# Liste der Bodendenkmale in Lensahn
In der Liste der Bodendenkmale in Lensahn sind die Bodendenkmale der Gemeinde Lensahn nach dem Stand der Bodendenkmalliste des Archäologischen Landesamts Schleswig-Holstein von 2016 aufgelistet. Die Baudenkmale sind in der Liste der Kulturdenkmale in Lensahn aufgeführt.
| Denkmal-ID           | Befundart               | Bezeichnung                                        | Zeitstellung                 | Lage | Bemerkungen | Bild |
| -------------------- | ----------------------- | -------------------------------------------------- | ---------------------------- | ---- | ----------- | ---- |
| aKD-ALSH-Nr. 002 103 | Grabmal > Grabhügel     | Grabhügel                                          | Vor- und/oder Frühgeschichte |      |             |      |
| aKD-ALSH-Nr. 002 104 | Grabmal > Grabhügel     | Grabhügel                                          | Vor- und/oder Frühgeschichte |      |             |      |
| aKD-ALSH-Nr. 002 105 | Grabmal > Grabhügel     | Grabhügel                                          | Vor- und/oder Frühgeschichte |      |             |      |
| aKD-ALSH-Nr. 002 106 | Grabmal > Grabhügel     | Grabhügel                                          | Vor- und/oder Frühgeschichte |      |             |      |
| aKD-ALSH-Nr. 002 107 | Grabmal > Grabhügel     | Grabhügel                                          | Vor- und/oder Frühgeschichte |      |             |      |
| aKD-ALSH-Nr. 002 108 | Grabmal > Langbett      | Langbett/Steinreihe                                | Neolithikum                  |      |             |      |
| aKD-ALSH-Nr. 002 109 | Grabmal > Grabhügel     | Grabhügel                                          | Vor- und/oder Frühgeschichte |      |             |      |
| aKD-ALSH-Nr. 002 110 | Grabmal > Grabhügel     | Grabhügel                                          | Vor- und/oder Frühgeschichte |      |             |      |
| aKD-ALSH-Nr. 002 111 | Grabmal > Grabhügel     | Grabhügel                                          | Vor- und/oder Frühgeschichte |      |             |      |
| aKD-ALSH-Nr. 002 112 | Grabmal > Grabhügel     | Grabhügel                                          | Vor- und/oder Frühgeschichte |      |             |      |
| aKD-ALSH-Nr. 002 113 | Grabmal > Grabhügel     | Grabhügel                                          | Vor- und/oder Frühgeschichte |      |             |      |
| aKD-ALSH-Nr. 002 114 | Grabmal > Grabhügel     | Grabhügel                                          | Vor- und/oder Frühgeschichte |      |             |      |
| aKD-ALSH-Nr. 002 115 | Grabmal > Grabhügel     | Grabhügel                                          | Vor- und/oder Frühgeschichte |      |             |      |
| aKD-ALSH-Nr. 002 116 | Grabmal > Grabhügel     | Grabhügel                                          | Vor- und/oder Frühgeschichte |      |             |      |
| aKD-ALSH-Nr. 002 117 | Grabmal > Grabhügel     | Grabhügel                                          | Vor- und/oder Frühgeschichte |      |             |      |
| aKD-ALSH-Nr. 002 118 | Grabmal > Grabhügel     | Grabhügel                                          | Vor- und/oder Frühgeschichte |      |             |      |
| aKD-ALSH-Nr. 002 119 | Grabmal > Grabhügel     | Grabhügel                                          | Vor- und/oder Frühgeschichte |      |             |      |
| aKD-ALSH-Nr. 002 120 | Befestigung > Burg      | Burg/Motte/Ringwall/Turmhügel „Oolen Hoven“        | Mittelalter                  |      |             |      |
| aKD-ALSH-Nr. 002 121 | Grabmal > Grabhügel     | Grabhügel                                          | Vor- und/oder Frühgeschichte |      |             |      |
| aKD-ALSH-Nr. 002 122 | Grabmal > Grabhügel     | Grabhügel                                          | Vor- und/oder Frühgeschichte |      |             |      |
| aKD-ALSH-Nr. 002 123 | Grabmal > Grabhügel     | Grabhügel                                          | Vor- und/oder Frühgeschichte |      |             |      |
| aKD-ALSH-Nr. 002 124 | Grabmal > Grabhügel     | Grabhügel                                          | Vor- und/oder Frühgeschichte |      |             |      |
| aKD-ALSH-Nr. 002 125 | Grabmal > Grabhügel     | Grabhügel                                          | Vor- und/oder Frühgeschichte |      |             |      |
| aKD-ALSH-Nr. 002 126 | Grabmal > Grabhügel     | Grabhügel                                          | Vor- und/oder Frühgeschichte |      |             |      |
| aKD-ALSH-Nr. 002 127 | Grabmal > Grabhügel     | Grabhügel                                          | Vor- und/oder Frühgeschichte |      |             |      |
| aKD-ALSH-Nr. 002 128 | Grabmal > Grabhügel     | Grabhügel                                          | Vor- und/oder Frühgeschichte |      |             |      |
| aKD-ALSH-Nr. 002 129 | Grabmal > Großsteingrab | Steinkammer                                        | Neolithikum                  |      |             |      |
| aKD-ALSH-Nr. 002 130 | Befestigung > Burg      | Burg/Motte/Ringwall/Turmhügel „Sipsdorfer Schanze“ | Mittelalter                  |      |             |      |
| aKD-ALSH-Nr. 002 131 | Grabmal > Langbett      | Langbett/Steinreihe                                | Neolithikum                  |      |             |      |
| aKD-ALSH-Nr. 002 132 | Grabmal > Grabhügel     | Grabhügel                                          | Vor- und/oder Frühgeschichte |      |             |      |
| aKD-ALSH-Nr. 002 133 | Grabmal > Grabhügel     | Grabhügel                                          | Vor- und/oder Frühgeschichte |      |             |      |
| aKD-ALSH-Nr. 002 134 | Grabmal > Grabhügel     | Grabhügel                                          | Vor- und/oder Frühgeschichte |      |             |      |
| aKD-ALSH-Nr. 002 135 | Grabmal > Grabhügel     | Grabhügel                                          | Vor- und/oder Frühgeschichte |      |             |      |
| aKD-ALSH-Nr. 002 136 | Grabmal > Grabhügel     | Grabhügel                                          | Vor- und/oder Frühgeschichte |      |             |      |
| aKD-ALSH-Nr. 002 137 | Grabmal > Grabhügel     | Grabhügel                                          | Vor- und/oder Frühgeschichte |      |             |      |
| aKD-ALSH-Nr. 002 138 | Grabmal > Grabhügel     | Grabhügel                                          | Vor- und/oder Frühgeschichte |      |             |      |
| aKD-ALSH-Nr. 002 139 | Grabmal > Grabhügel     | Grabhügel                                          | Vor- und/oder Frühgeschichte |      |             |      |
| aKD-ALSH-Nr. 002 140 | Grabmal > Grabhügel     | Grabhügel                                          | Vor- und/oder Frühgeschichte |      |             |      |
| aKD-ALSH-Nr. 002 141 | Grabmal > Grabhügel     | Grabhügel                                          | Vor- und/oder Frühgeschichte |      |             |      |
| aKD-ALSH-Nr. 002 143 | Ziegelei/Töpferei       | Ziegelei/Töpferei                                  | Mittelalter, Neuzeit         |      |             |      |
| aKD-ALSH-Nr. 002 144 | Grabmal > Grabhügel     | Grabhügel                                          | Vor- und/oder Frühgeschichte |      |             |      |
| aKD-ALSH-Nr. 002 145 | Grabmal > Grabhügel     | Grabhügel                                          | Vor- und/oder Frühgeschichte |      |             |      |
| aKD-ALSH-Nr. 002 146 | besonderer Stein        | Inschriftenstein/Grenzstein/Schalenstein           |                              |      |             |      |
| aKD-ALSH-Nr. 002 147 | Grabmal > Grabhügel     | Grabhügel                                          | Vor- und/oder Frühgeschichte |      |             |      |